# Linha Direta
Linha Direta foi um programa de televisão brasileiro produzido pela TV Globo e exibido originalmente nas noites de quinta-feira. A primeira versão foi exibida de 29 de março a 5 de julho de 1990 e apresentada por Hélio Costa. O programa retornou em 27 de maio de 1999 sob a apresentação de Marcelo Rezende, substituído em 2000 por Domingos Meirelles até 2007, quando o programa saiu do ar. Em 4 de maio de 2023, voltou ao ar sob apresentação de Pedro Bial.
O programa dedica-se a apresentar crimes que aconteceram pelo Brasil e cujos autores estão foragidos da Justiça. Contou com edições "especiais" como o Linha Direta Justiça que não ajudava somente a prender foragidos da justiça, mas também contava casos de crimes conhecidos que marcaram e chocaram o país. Em fevereiro de 2003 a TV Globo ganhou a Medalha Tiradentes da Assembleia Legislativa do Estado do Rio de Janeiro (Alerj) por "reconhecimento aos méritos do programa".

## Produção
O programa fazia uma simulação dos fatos, sendo que se houvesse mais de uma versão, ambas eram apresentadas. Normalmente haviam a apresentações de dois casos - às vezes até três casos no mesmo programa - e, ao final do programa, poderia ocorrer o relato de algum foragido que foi preso graças à ajuda do programa, que fornecia telefone ou e-mail e garantia o anonimato do denunciante. Desde sua estreia, o Linha Direta, através das denúncias anônimas, colaborou para a prisão de, até certo momento, 431 foragidos da Justiça. As simulações eram feitas por atores profissionais, embora quase sempre desconhecidos.
Linha Direta contava com uma central telefônica disponível 24 horas por dia e, a partir de 2000, com uma página na Internet para receber denúncias de telespectadores, sempre com garantia de sigilo total. A exibição dos retratos dos procurados nas chamadas do Linha Direta foi o suficiente para que eles fossem localizados. A popularidade do programa era tal que no presídio Aníbal Bruno, em Recife, três bandidos presos graças às denúncias do programa foram apelidados de “Linha Direta 1, 2 e 3”. Alguns foragidos se entregaram à justiça ao saberem que os seus casos estavam sendo produzidos pelo programa. O objetivo era impedir o programa de ir ao ar, porque eles já estariam presos. Também era uma forma de evitar que os crimes se tornassem conhecidos em todo o Brasil. Exemplos desses casos são: Nelson Carpen, um estelionatário de Santa Catarina; e Omar Souto, pintor de Goiás acusado de abuso sexual de menores de idade. Em ambos os casos, os programas foram exibidos pela emissora para não incentivar esse tipo de manobra.
Um ano depois, a TV Globo recebeu na sede da Assembleia Legislativa do Estado do Rio de Janeiro (Alerj) a medalha Tiradentes, pela iniciativa de produzir e veicular o Linha Direta. A maior comenda oferecida pelo poder legislativo do Rio foi entregue ao jornalista Domingos Meirelles, em uma cerimônia que contou com a presença de representantes de entidades de direitos humanos e parentes das vítimas dos crimes retratados pelo programa. Além da entrega da medalha, a Alerj publicou no Diário Oficial do Estado uma moção honrosa que citava nominalmente cada funcionário envolvido na produção do Linha Direta. O Linha Direta ocupava dois prédios do Projac, onde fica a maior parte da produção da TV Globo.
Deixou de ser exibido em 2007. A justificativa para tal, de acordo com a Central Globo de Comunicação, em mensagem deixada no site do programa, foi: "A respeito das manifestações de entidades ligadas aos Direitos Humanos pela continuidade do programa Linha Direta - por seu reconhecido interesse público -, informamos que a TV Globo passou a adotar o sistema de temporadas. Mesmo com êxito e importância comprovados, os programas têm sua exibição suspensa, passando por uma reavaliação para nova exibição futura."

### Retorno
Em 2 de setembro de 2022, a colunista Patrícia Kogut do jornal, O Globo, revelou em sua coluna que o programa voltaria para a programação da TV Globo em 2023. Posteriormente, o dia 4 de maio foi confirmado como a data de estreia do retorno do programa, que passa a ser apresentado por Pedro Bial e exibido nas noites de quinta-feira, como era antes, após a série Cine Holliúdy. A direção artística do programa é de Monica Almeida, com direção geral de Gian Carlo Belotti. A redação final é de Pedro Bial e Marcel Souto Maior e a produção de Anelise Franco e direção de gênero de Mariano Boni. Os novos episódios também contarão com uma edição em podcast, que serão disponibilizadas no Globoplay e em outras plataformas de áudio.
Em 18 de maio de 2023, o ministro do Supremo Tribunal Federal, Gilmar Mendes, liberou a exibição de episódio do Linha Direta sobre a morte do menino Henry Borel, que era proibida por uma juíza do Rio de Janeiro.
Em 30 de agosto de 2024, a Rede Globo decidiu cancelar mais uma vez a atração. A emissora afirmou que, embora o programa tenha recebido repercussão positiva, a remoção ocorreu por ''questões comerciais''.

## Edições especiais

### Linha Direta Justiça
Apresentada esporadicamente, mostrada uma reconstituição dramarúrgica de crimes históricos, com atores interpretando os personagens biográficos. Foi exibido entre 8 de maio de 2003 e 22 de novembro de 2007.

### O Caso Van-Lou[17]
- Johnny Rudge - Wanderley Gonçalves Quintão (Van)
- Rosana Barros - Maria de Lourdes Leite de Oliveira (Lou)
- Alexandre Schumacher - Ubirajara dos Santos (Bira)
- Lawrence Câmara - Joamar da Silva Braga
- Erom Cordeiro - Wantuil Matos de Lima
- Rômulo Delduque - Almir da Silva Rodrigues
- Bô Montenegro - Edna Leite de Oliveira
- Maurício Ludewig - Taxista

### A Fera de Macabu
- Camilo Bevilacqua - Manuel da Motta Coqueiro
- Rosi Campos - Úrsula Maria das Virgens Cabral
- Frederico Mayrink - D. Pedro II
- Léo Wainer - Francisco Benedito[18]
- Alexandre Coelho[19] - Julião Baptista Coqueiro
- Pedro Vasconcelos
- Rosane Gofman[19]

### O Caso Ana Lídia
- Haydée Theodoridis - Ana Lídia[20]
- Caio Blat - Raimundo Lacerda Duque[20]
- Paulo Vilela - Álvaro Henrique Braga[20]
- Ludoval Campos - Álvaro Braga
- Anja Bittencourt - Eloysa Rossi Braga
- Ângela Rabelo - Freira
- Antônio Fragoso - Investigador
- Márcio Vito - Benedito
- Gillray Coutinho - Eurico Rezende
- Cristiano Gualda - Investigador
- Suzana Abranches - Freira
- Carlos Vieira
- Eduardo Maia

### Frei Tito
- Guilherme Piva - Frei Tito
- Isio Ghelman - Sérgio Paranhos Fleury
- Rafael Sardão
- Carlo Mossy
- Guilherme Duarte
- Felipe Cardoso

### Operação Prato
- Marcello Escorel - Coronel Uyrangê Hollanda
- Murilo Elbas - Marco Antonio Pettit
- Jean Fercondini - cameraman
- Anderson Carvalho
- Júlio Braga

### Ângela e Doca[21]
- Adriana Londoño - Ângela Diniz
- Alexandre Schumacher - Doca Street
- Anderson Carvalho - Ibrahim Sued
- Fábio Pillar
- Marcelo Batista

### O Naufrágio do Bateau Mouche
- Denise Del Vecchio - Yara Amaral
- Fernanda Nobre - Elaine Maciel
- Isio Ghelman - Bóris Jaime Lerner
- Ida Gomes - Elisa Amaral
- Monique Lafond - Dirce Grotkowski
- Jandir Ferrari - Jorge Souza Viana
- Mário Cardoso - Oscar Gabriel Júnior
- Edward Boggis
- Betty Erthal
- Joana Medeiros
- Gilberto Hernandez
- Lana Guelero

### O Castelinho da Rua Apa
- Guilherme Piva - Armando César dos Reis
- Leopoldo Pacheco - Álvaro César dos Reis
- Simone Spoladore - Maria Cândida "Baby" da Cunha Bueno (jovem)
- Geórgia Gomide - Baby da Cunha Bueno (velha)
- José Augusto Branco - Virgílio Reis
- Camila Amado - Maria Cândida Guimarães
- Bianca Comparato - estudante de jornalismo
- Alice Borges
- Carlos Seidl

### Circo/Inglesa
- Aymara Limma

### Cabo Anselmo
- Caio Junqueira - José Anselmo dos Santos, o Cabo Anselmo
- Fernanda Paes Leme - Soledad Barret Viedma
- Armando Babaioff - José Manoel da Silva
- Antônio Calloni - Sérgio Paranhos Fleury[22]
- Karina Barum - Genivalda Melo da Silva
- Adriano Garib - Leonel Brizola
- Ademir Zanyor - Onofre Pinto
- Paulo Giardini - Cirurgião plástico
- Pietro Mário - Padre
- Ricardo Nunes

### O Crime do Sacopã
- Carmo Dalla Vecchia - Alberto Jorge Bandeira
- Marcos Pasquim - Afrânio Lemos
- Mário Schoemberger - Rui Dourado[23]
- Marcelo Serrado - Walton Avancini
- Nathália Rodrigues - Marina Andrade Costa
- Daniel Boaventura - Investigador
- Myriam Pérsia - Odete Nóbrega de Lemos
- Carla Daniel - Maria Raymunda
- Jalusa Barcellos - Elda Serafini
- Antônio Fragoso - Gilberto Nogueira Bastos
- Paulo Carvalho
- Wendell Bendelack

### Zé Arigó
- Antônio Calloni - Zé Arigó
- Fábio Azevedo - Zé Arigó (jovem)
- Luiz Guilherme - Doutor Fritz
- Tereza Seiblitz - Arlete
- Suzana Pires - Cidinha Campos
- Gilberto Marmorosch - Francisco
- Eduardo Pires
- Fernando José

### Febrônio, o Filho da Luz
- Flávio Bauraqui - Febrônio Índio do Brasil
- Leona Cavalli - Mensageira da Luz (visão de Febrônio)
- Maurício Gonçalves - Theodoro Simões de Oliveira
- Shirley Cruz - Reginalda Ferreira de Mattos
- Andréa Avancini - Beatriz Ferreira
- João Vitti - José Ferreira
- Thiago Martins - Alamiro José Ribeiro
- Duda Ribeiro - Antônio
- Luiz Nicolau - Dr. Bruno Ferreira Gabina
- Daniel Alvim - Homem no velório

### A Chacina da Candelária
- Lúcia Veríssimo - Yvone Bezerra de Mello
- Carlos Bonow - Soldado Marcos Emmanuel
- Marcello Melo - Soldado Nelson Cunha
- Paulo Vilela - Marco Antônio Alves da Silva, o Come-Gato
- Raphael Rodrigues - Garoto da Candelária
- Rodrigo Nascimento - Garoto da Candelária
- Leonardo Franco - Cel. Walmir Alves Brum[24]
- Cláudio Andrade - Policial

### Hosmany Ramos
- Rogério Barros - Hosmany Ramos
- Tarciana Saad - Marisa Raja Gabaglia
- Ângela Rabelo - Cartomante
- Beth Lamas - Socialite

### Wellington de Camargo
- Neco Vila Lobos - Wellington

### Vladimir Herzog
- Ilya São Paulo - Vladmir Herzog
- Bete Mendes - Zora Herzog
- Guti Fraga
- Pedro Osório
- Pedro Garcia Netto
- Silvio Guindane
- Camilo Bevilacqua
- Neuza Amaral
- Breno Moroni
- Caco Baresi

### Caso Jefferson
- Mateus Solano - Emerson Souza Salles

### Caso Jonas Lopes
- Fábio Tomasini - Dr. Jonas Lopes

### A Primeira Tragédia de Nelson Rodrigues
- Eriberto Leão - Roberto Rodrigues[25]
- Letícia Spiller - Sylvia Thibau[26]
- Joffre Rodrigues - Nelson Rodrigues[25]
- Ernani Moraes - Clóvis Abranches[26]
- Sacha Rodrigues - jovem Nelson Rodrigues[25]
- Cadu Fávero - Mário Filho
- Alexandre Zacchia - Mário Rodrigues
- Isio Ghelman - Ernesto Thibau Jr.
- Antônio Fragoso - João Romero Neto
- Gillray Coutinho
- João Camargo
- Gláucio Gomes

### Caso Mônica Granuzzo
- Fernanda Carvalho - Mônica Granuzzo[27]
- Rafael Sardão - Ricardo Peixoto Sampaio[27]
- Analu Prestes - Marieta Granuzzo
- Paulo César Teixeira - Alfredo Patti do Amaral
- Yana Sardenberg - amiga de Mônica
- Luiz Nicolau - Delegado
- Antônio Barbosa
- Bárbara França

### Dana de Teffé
- Cláudia Provedel - Dana de Teffé
- Jandir Ferrari - Leopoldo Heitor
- Betty Erthal - Malisa
- Larissa Machado
- Jorge Barros
- Luiz Aguiar
- Paulo Tiefenthaler

### Caso Daniella Perez
- Thalita Lippi - Paula Thomaz

(OBS.: Episódio cancelado a pedido de Glória Perez).

### Mães de Acari
- Roberta Gualda - Kátia Argento
- Marcelo Gonçalves - Luís Carlos Vasconcelos de Deus, o Lula
- Alexandre Rodrigues - Wallace de Souza do Nascimento
- Alexandre Moreno - Moisés dos Santos Cruz, o Moi
- Mary Sheila - Rosângela da Silva Euzébio
- Ruth de Souza - Laudicena do Nascimento (Dona Cena)[28]
- Cacau Protásio[29]
- Izak Dahora[30]
- Salvatore Giuliano
- Edna Malta
- Iléa Ferraz
- Silvia de Carvalho Cruz
- Maria Clara Guim
- Thiago Varella
- Élida Muniz
- Louise Peres
- Waldeck Freire
- Aires Jorge
- Jardel Rocha
- Renato de Souza
- Tiago Mendes de Moraes

### Pedra de Fel
- Luciana Didone - Camila

### EQM
- Cyria Coentro - Luzia Alves dos Santos
- Paulo Carvalho - Roberto Bogado
- Élida Muniz - irmã do Chiquinho
- Clarice Niskier - mãe de Janice
- Felipe Lima

### O Caso Aída Curi
- Ludmila Dayer - Aída Curi
- Miguel Thiré - Ronaldo Guilherme de Souza Castro
- Omar Docena - Cássio Murilo Ferreira
- Dedina Bernardelli - Jamilla Curi
- Maria Clara Gueiros - Ione Arruda Gomes
- Priscila Assum - Colega de Aída

### Os Crimes da Rua do Arvoredo
- Carmo Dalla Vecchia - José Ramos[31]
- Natália Lage - Catharina Palse[32]
- Gero Pestalozzi - Carlos Claussner[33]
- Castrinho - Januário Martins Ramos da Silva[34]
- Ricardo Petraglia - Dário Rafael Callado[35]
- Daniel Torres - José Ignácio de Souza Ávila [36]
- Chica Xavier - Zeurinha[37]
- Edson Fieschi - Sub-delegado de Porto Alegre [37]
- José Peregrino

### Chico Picadinho
- Alexandre Schumacher - Chico Picadinho
- Adriana Bombom - Ângela de Souza da Silva

|arquivourl=https://web.archive.org/web/20140719211057/http://www.gazetadigital.com.br/conteudo/show/secao/62/materia/37836/t/linha-direta-ha-cinco-anos-no-ar |arquivodata=2014-07-19 |urlmorta=yes }}</ref>
- Marcos Breda - Dono do Boteco
- Gabriela Alves - Nancy Nair de Oliveira
- Mário Gomes - Pai de Chico Picadinho
- Júlio Braga - Joaquim
- Thatiana Pagung
- Alexandre Dacosta
- Luiz Magnelli
- Gabriel Abrantes

### Caso Thays Coppola Rupp
- Caco Baresi

### Caso Taguatinga/DF
- Joana Mineiro

### Violência no Campo
- Ademir Zanyor
- Eliseu Caetano
- Sílvia Nobre
- Wal Schneider

### Caso Quadrilha
- Daniel Ribeiro

### Caso Kryssan
- Daniel Ribeiro

## Episódios

### 2023
| Episódio | Título                        | Dirigido por                    | Lançamento original | Audiência |
| --- | ----------------------------- | ------------------------------- | ------------------- | --------- |
| 1 | "Caso Eloá"                   | Dudu Levy e Gian Carlo Bellotti | 4 de maio de 2023   | 11,9      |
| Pedro Bial apresenta o primeiro programa: ‘O Caso Eloá’. Após 15 anos, volta o programa que ajudou a prender mais de 400 foragidos no Brasil. Simulação: Júlia Daltro (Eloá), André Mello (Lindemberg) e Giovanna Linhares (Nayara) |                               |                                 |                     |           |
| 2 | "Barbárie de Queimadas"       | Dudu Levy e Gian Carlo Bellotti | 11 de maio de 2023  | 10,0      |
| Festa de aniversário se transforma em noite de terror em Queimadas, na Paraíba. |                               |                                 |                     |           |
| 3 | "Caso Henry Borel"            | Dudu Levy e Gian Carlo Bellotti | 18 de maio de 2023  | 12,2      |
| O menino foi assassinado no apartamento onde morava a mãe Monique Medeiros e o padrasto, o médico e vereador Jairo Souza Santos Júnior, mais conhecido como Dr. Jairinho (sem partido) filho do ex-deputado estadual Coronel Jairo. A juíza Elizabeth Machado Louro, do Tribunal de Justiça do Rio de Janeiro, inicialmente proibiu a veiculação do episódio após a defesa de Jairo apelar. Alegaram que a exibição do programa poderia influenciar a opinião pública e, por conseguinte, o júri popular que julgaria os acusados. Contudo, um dia antes da transmissão, o ministro do Supremo Tribunal Federal Gilmar Mendes autorizou o programa a ser veiculado. Ele argumentou que a juíza ultrapassou “os limites de suas funções judicantes para se arvorar à condição de fiscal da qualidade da produção jornalística de emissoras de televisão” e que a decisão tinha o claro propósito de censurar a exibição de uma matéria jornalística de evidente interesse público. Simulação: Fernando Sampaio (Dr. Jairinho) |                               |                                 |                     |           |
| 4 | "O Golpe dos Nudes"           | Dudu Levy e Gian Carlo Bellotti | 25 de maio de 2023  | 12,6      |
| Esquema idealizado por quadrilha incluía plano minuciosamente arquitetado, encenações convincentes, cenários realistas, e ameaças reais. Tudo não passava de um grande golpe comandado de dentro de presídios para extorquir homens, que recebiam nudes de mulheres supostamente menores de idade. |                               |                                 |                     |           |
| 5 | "O Serial-Killer de Curitiba" | Dudu Levy e Gian Carlo Bellotti | 1 de junho de 2023  | 11,4      |
| A história de um serial-killer, assassino em série que agia em plena pandemia, mostra a trajetória de crimes cometidos por José Tiago Correia Soroka contra homens gays no Sul do país. |                               |                                 |                     |           |
| 6 | "A Viúva"                     | Dudu Levy e Gian Carlo Bellotti | 8 de junho de 2023  | 11,5      |
| A incrível história da mulher que mandava matar seus maridos para herdar os bens das vítimas. Heloisa Borba Gonçalves é uma das pessoas mais procuradas no mundo e deixou um rastro de mortes. Impune há mais de 50 anos, ela figura na lista da Interpol com o codinome Viúva Negra. |                               |                                 |                     |           |
| 7 | "Os Vizinhos Racistas"        | Dudu Levy e Gian Carlo Bellotti | 15 de junho de 2023 | 10,3      |
| Quando o perigo e o criminoso moram ao lado. A história de duas famílias sitiadas pelo ódio em suas próprias vizinhanças. Racismo é crime e muitas vezes a violência racial é praticada por pessoas conhecidas das próprias vítimas. |                               |                                 |                     |           |
| 8 | "Fake News Mata"              | Dudu Levy e Gian Carlo Bellotti | 22 de junho de 2023 | 11,5      |
| Boatos e falsas notícias, ou fake news, podem levar à morte e provocar um rastro de tragédia. O caso Fabiane Maria de Jesus linchada e torturada ao ser confundida com uma falsa sequestradora de crianças. |                               |                                 |                     |           |
| 9 | "Envenenamento"               | Dudu Levy e Gian Carlo Bellotti | 29 de junho de 2023 | 12,6      |
| Em 2022, dois casos de envenenamento chocaram o Rio de Janeiro. Uma família destruída pelo ciúme é envolvida num enredo tenebroso, marcado por sentimento de posse, que começou a vir à tona num almoço de domingo. |                               |                                 |                     |           |
| 10 | "Chat line"                   | Dudu Levy e Gian Carlo Bellotti | 6 de julho de 2023  | 11,8      |
| Após conhecer uma jovem através de uma sala de bate-papo, Ricardo Antunes da Silva é brutalmente assassinado em São Carlos, interior de São Paulo. Em 2006, ele sofreu um sequestro, violência física e teve o corpo queimado. |                               |                                 |                     |           |

### 2024
| Episódio | Título                                                 | Dirigido por            | Lançamento original | Audiência |
| --- | ------------------------------------------------------ | ----------------------- | ------------------- | --------- |
| 1 | "Caso Beatriz Angélica e Caso Carol Calegari"          | Dudu Levy e Fellipe Awi | 18 de abril de 2024 | 9,3       |
| Abrindo a nova temporada, o programa relembra o assassinato da menina Beatriz numa escola em Petrolina no dia 10 de dezembro de 2015, enquanto prestigiava a formatura de sua irmã. O caso chocou o país pela brutalidade do crime, além de inúmeras mudanças de delegados enquanto havia a investigação. Além disso, outro caso que chocou o país foi o assassinato da menina Carol Seidler Calegari, na cidade de Tubarão, interior de Santa Catarina, em que a autora do crime foi a sua própria mãe e atualmente encontra-se foragida. Simulação: Carolina Garcia (Beatriz) e Giselle Lopes (Lucinha) |                                                        |                         |                     |           |
| 2 | "O Falso Profeta"                                      | Dudu Levy e Fellipe Awi | 25 de abril de 2024 | 8,4       |
| Jair Tércio foi preso em 2020 após uma série de denúncias do Ministério Público envolvendo abuso sexual de mulheres menores de idade. Algumas vítimas do religioso relembram as ações dele e as tentativas de estupro. Simulação: |                                                        |                         |                     |           |
| 3 | "Caso família Gonçalves e Caso Márcia Vieira"          | Dudu Levy e Fellipe Awi | 2 de maio de 2024   | 10,9      |
| Anaflávia Gonçalves e sua então namorada, Carina Ramos, teriam combinado de levar uma quantia estimada em 85 mil reais de um cofre da família, pois passavam por dificuldades financeiras. O crime havia sido planejado há muito tempo, o que levou ao assassinato da mãe, pai e do irmão mais novo de Anaflávia. No entanto, as versões contadas pelos acusados se divergem das investigações comandadas pela polícia de São Paulo. O segundo caso relembra o assassinato de uma mãe após o filho se revoltar pelo padrão de vida que vivia. Apesar de realizar as suas tarefas normalmente, o criminoso desaparece. Simulação: |                                                        |                         |                     |           |
| 4 | "A Guarda do Neto"                                     | Dudu Levy e Fellipe Awi | 9 de maio de 2024   |           |
| Gravado em 2007, mas sendo arquivado posteriormente, o programa relembra uma disputa entre mãe e avó pela guarda do filho, com a jovem de 23 anos na época sendo assassinada pela própria mãe, com a ajuda do companheiro. A criminosa seguia foragida pela justiça, sendo capturada dias após a exibição do episódio. Simulação: |                                                        |                         |                     |           |
| 5 | "Assassinato em Alto Mar"                              | Dudu Levy e Fellipe Awi | 16 de maio de 2024  |           |
| Camila Peixoto Bandeira, uma bartender, foi morta pelo garçom Bruno Souza Bicalho Vale Ricardo, a época seu noivo e colega de trabalho em um navio que viajavam. A família de Camila pede justiça depois de 13 anos porque o caso ainda não foi solucionado. Simulação: |                                                        |                         |                     |           |
| 6 | "A Morte Anunciada de Mãe Bernadete"                   | Dudu Levy e Fellipe Awi | 23 de maio de 2024  |           |
| Mãe Bernadete foi assassinada em agosto de 2023 dentro do Quilombo Pitanga dos Palmares, em Simões Filho, na Bahia. A líder denunciava as invasões nas terras de sua família que duravam 100 anos e contava com escolta policial, já que teve seu filho assassinado há seis anos atrás, além de sofrer ameaças. Simulação: |                                                        |                         |                     |           |
| 7 | "Caso Jeff Machado e Caso Daniel Amaral"               | Dudu Levy e Fellipe Awi | 30 de maio de 2024  |           |
| Jeff Machado foi morto asfixiado em janeiro de 2023 após cair num golpe planejado por Bruno Rodrigues, que fez uma promessa ao então ator da Record em participar de uma telenovela da TV Globo como ator principal. Além de Bruno, Jeander Vinícius também foi preso por ter ajudado no crime. Um ano depois do caso, o programa trás novas atualizações sobre os prisioneiros. O segundo caso relembra o dentista Daniel Felipe Cervelati do Amaral, que retornou ao Brasil após 24 anos em fevereiro de 2023 para visitar o pai doente. No entanto, o dentista foi sequestrado e morto por integrantes do Primeiro Comando da Capital (PCC). Quatro suspeitos foram presos e condenados e o mentor do crime seguia foragido e dois acusados foram absolvidos por falta de provas. Simulação: |                                                        |                         |                     |           |
| 8 | "A Chacina de Unaí"                                    | Dudu Levy e Fellipe Awi | 6 de junho de 2024  |           |
| Em janeiro de 2004, quatro funcionários do Ministério do Trabalho estavam a caminho de uma fiscalização em propriedades rurais de Unaí quando foram alvos de uma emboscada executada por pistoleiros. Por trás do crime, havia denúncias de trabalho escravo contra poderosos fazendeiros da região. Vinte anos depois, as viúvas das vítimas relatam todo o acompanhamento das investigações. Simulação: |                                                        |                         |                     |           |
| 9 | "O Assassinato de Eduardo de Jesus e o Furto de Pneus" | Dudu Levy e Fellipe Awi | 20 de junho de 2024 |           |
| Em abril de 2015, Eduardo de Jesus, de apenas 10 anos de idade, foi morto com um tiro de fuzil em uma operação da polícia no Complexo do Alemão, enquanto brincava na rua. À época, a Polícia Militar do Rio de Janeiro havia dito que ele foi vítima de bala perdida durante uma troca de tiros, o que foi negado pela família. Nove anos depois, o programa relembra os desdobramentos do caso, a pedido da atriz Fernanda Montenegro e da mãe do garoto, graças à repercussão da peça Macacos, além do envolvimento do então delegado Rivaldo Barbosa, um dos suspeitos pelo assassinato de Marielle Franco. O segundo caso relembra o assassinato de Gabriel da Silva e Luiz Fernando em 2007 na cidade de Manaus, capital do Amazonas, após ambos serem acusados de supostamente terem roubado um pneu. Os quatro policiais envolvidos foram condenados em 2015 a 33 anos de prisão, mas dois encontravam-se foragidos Simulação: |                                                        |                         |                     |           |
| 10 | "O Maníaco da Moto e Criminoso Desconhecido"           | Dudu Levy e Fellipe Awi | 27 de junho de 2024 |           |
| Em 2014, um homem que utilizava uma motocicleta vermelha, ameaçava com uma faca e abusava de meninas nas ruas dos bairros de Parangaba, Maraponga e Vila Peri, em Fortaleza. Com as investigações, uma jovem de apenas 11 anos reconheceu o borracheiro Antônio Cláudio, apontando-o como o maníaco da moto, que foi preso e condenado por conta do reconhecimento. Porém, em 2019, o homem teve a inocência comprovada pela Defensoria Pública e pelos advogados do Innocence Project Brasil. No entanto, em 2020, um segundo homem foi apontado como o verdadeiro maníaco da moto, chegando a ser preso por atacar duas mulheres, mas foi solto em seguida após a justiça negar o pedido de prisão preventiva feito pela polícia. Até o momento, o verdadeiro maníaco da moto se encontra em liberdade e um novo pedido de investigação foi aberto em 2024. O segundo caso relembra a prisão de Antônio Carlos no dia 26 de fevereiro de 2024 após ter sido apontado como um criminoso em um caso de 2017. No entanto, após ser descoberto que o real autor do crime utilizou seu nome, Carlos foi solto e sua prisão foi revogada. A identidade do verdadeiro criminoso não chegou a ser registrada e o mesmo encontrava-se foragido. Simulação: |                                                        |                         |                     |           |